# Calliopaea oophaga
Calliopaea oophaga is een slakkensoort uit de familie van de Limapontiidae. De wetenschappelijke naam van de soort is voor het eerst geldig gepubliceerd in 1974 door Lemche in Gascoigne & Sartory.